# 唯我獨尊
《唯我獨尊》（英語：Kickboxer）是一部1989年美國武打片，由馬克·迪賽爾（Mark DiSalle）與大衛·沃恩共同執導，葛倫·A·布魯斯（Glenn A. Bruce）撰寫劇本。其主演包括尚-克勞德·范·達美、丹尼斯·艾利斯歐、陳國新（Dennis Chan）及麥可·奎西。該片為《唯我獨尊》系列電影的首部作品，故事主要描述克爾·史隆（Kurt Sloane）為了幫在擂台上戰敗且癱瘓的兄長復仇而開始在泰國展開學習泰拳的訓練。《唯我獨尊》1989年9月8日在美國上映；雖然在影評界獲得了褒貶不一的評價，但仍在美國取得了1470萬美元的票房佳績，並於之後推出了數部續集及重拍。

## 劇情
克爾·史隆是美國跆拳道世界冠軍艾瑞克·史隆的弟弟。在成功打贏一場比賽而成為冠軍後，艾瑞克被媒體誘惑前去參加在泰國舉行的跆拳道比賽，以進一步確立他的名聲和地位。克爾與艾瑞克前往泰國曼谷與當地不敗的頭號泰拳鬥士東波進行比賽。艾瑞克相當自負，但克爾在目睹對手猛踢一根水泥柱後開始擔心起來，便而懇求兄長放棄，但艾瑞克仍執意要和東波對打。
在比賽第一回合中，東波以極強的實力壓制著艾瑞克。第二回合時，克爾再次希望艾瑞克停賽，但他拒絕並最終被對手擊敗。克爾雖然丟出毛巾要求停賽，但東波仍將毛巾踢開並繼續攻擊艾瑞克。他用肘部惡毒地重擊艾瑞克，使他無法動彈，接著撕開艾瑞克的世界冠軍腰帶。克爾跟著被放在擔架上的兄長到了場外，但工作人員卻將艾瑞克丟包至街上並將他們鎖在競技場外。退役的美國陸軍特種部隊成員溫斯頓·泰勒同意伸出援手並將他們送往醫院。因東波的野蠻攻擊，使得艾瑞克腰部以下癱瘓，再也無法行走，更不用說參加比賽。
憤怒的克爾誓言為他的兄長復仇。泰勒告訴克爾住在泰國偏遠地區的著名教練周仙能教他泰拳。雖然起初不情願，但周仙同意訓練克爾學習泰拳。在訓練期間，由弗萊迪·李領導的泰國流氓組織的手下企圖搶走周仙的侄女美莉店裡的錢，但被克爾擊退。之後，克爾在弗萊迪的酒吧中跳舞並擊敗了數名混混；周仙說服弗萊迪安排克爾和東波進行比武。最後對方決定以「古老的方式」進行地下比武，包括要求兩名鬥士用麻繩包裹雙手，然後用沾上雙拳的樹脂浸泡碎玻璃，以作為武器。
弗萊迪為此從犯罪集團老闆林陶那借了100萬美元來賭東波會贏得勝利。比賽前幾天，美莉遭東波施暴且強姦，而艾瑞克則被綁架，以至於弗萊迪能藉此勒索克爾打輸比賽。為了挽救他兄長的性命，克爾被弗萊迪指示在打輸比賽前與東波保持距離。這使克爾在場上不斷地被東波打倒，但所幸周仙和泰勒趕在比武結束前成功地拯救了艾瑞克。就在最後一回合前，艾瑞克在場邊現身，同時帶領觀眾們呼喊著「納蘇卡」（Nuk Soo Kow，即意為「白色戰士」）。得知兄長已經安全克爾得以施展全力在場上不斷地重擊東波並最終擊敗了他，同時也一腳踢倒了在一旁的弗萊迪；成功為兄長報了仇的克爾和朋友們在場邊為他的勝利歡呼。

## 演員
- 尚-克勞德·范·達美飾演克爾·史隆（Kurt Sloane）
- 丹尼斯·艾利斯歐（英语：Dennis Alexio）飾演艾瑞克·史隆（Eric Sloane）
- 陳國新（Dennis Chan）飾演周仙（Xian Chow）
- 麥可·奎西（英语：Michel Qissi）飾演東波（Tong Po）
- 李家鼎飾演弗萊迪·李（Freddy Li）
- 羅沙爾·阿沙娜（Rochelle Ashana）飾演美莉（Mylee）
- 哈斯基爾·V·安德森（英语：Haskell V. Anderson III）飾演溫斯頓·泰勒（Winston Taylor）
- 理查德·傅（Richard Foo）飾演林陶（Tao Lin）

## 發行
《唯我獨尊》1989年9月8日在美國上映，由坎農集團發行。該DVD於1999年6月8日在美國由發行。英國於2003年1月6日由發行。

## 反響

### 評價
《唯我獨尊》在影評界獲得了褒貶不一的評價，但在觀眾間則持有良好的口碑。匯總媒體網站爛番茄根據10篇評論，新鮮度40%，平均得分4.8／10。《洛杉磯時報》的克里斯·威爾曼（Chris Willman）將其稱之為「這可能不是今年最愚蠢的動作片，但它並非缺乏嘗試。」《Time Out》的傑夫·安德魯（Geoff Andrew）給了該片正面的評價，他在評論中寫道：「別想看到它有複雜的內心戲、社會批判、演技、故事或幽默；上吧，如果你只為了踢擊那就得看。」

《德述理新聞報》的克里斯·希克斯（Chris Hicks）批評該片是《功夫夢》（1989年）的仿製品，還包含了《洛基》（1976年）及《第一滴血》系列電影中的元素。除了認為結局好猜以外，希克斯還認為范·達美「只不過是想成為便宜版的阿諾·史瓦辛格」，但演出不及格。

### 票房
《唯我獨尊》在美國的總票房收入為1470萬美元。發行商坎農選定在勞動節之後將其發行，當時院線並沒有太多足以競爭的電影；該片在973個大銀幕上放映，並於首週取得410萬美元的票房，成為當年全美第三高開盤成績的電影。幾年後，該片在全球的票房數字達5000萬美元。

## 外部連結
- 互联网电影数据库（IMDb）上《唯我獨尊》的资料（英文）
- Box Office Mojo上《唯我獨尊》的資料（英文）
- 爛番茄上《唯我獨尊》的資料（英文）